# Dismorphia amphione
Dismorphia amphione es una especie de mariposa de la familia de las piérides, que fue descrita originalmente con el nombre de Papilio amphione, por Cramer, en 1779, a partir de ejemplares procedentes de Surinam.

## Distribución
Dismorphia amphione tienen una distribución restringida a la región Neotropical y ha sido vista en 21 países, desde México y el Caribe hasta Brasil y Bolivia.

## Plantas hospederas
Las larvas de D. amphione se alimentan de plantas de la familia Fabaceae. Entre las plantas hospederas reportadas se encuentran  Acacia decurrens, Inga chocoensis, Inga densiflora, Inga edulis, Inga exalata, Inga herrerae, Inga laurina, Inga longispica, Inga oerstediana, Inga punctata, Inga samanensis, Inga sapindoides, Inga semialata, Inga umbellifera, Inga vera y Vachellia farnesiana.

## Subespecies
- D. a. amphione (Surinam)
- D. a. astynome (Dalman, 1823) (Brasil (São Paulo, Bahia, Minas Gerais), Argentina)
- D. a. praxinoe (Doubleday, 1844) (México, Panamá a Colombia)
- D. a. beroe (Lucas, 1852) (Colombia)
- D. a. egaena (Bates, 1861) (Brasil (Amazonas))
- D. a. discrepans Butler, 1896 (Ecuador)
- D. a. rhomboidea Butler, 1896 (Ecuador, Perú)
- D. a. broomeae Butler, 1899 (Venezuela, Trinidad)
- D. a. meridionalis Röber, 1909 (Bolivia)
- D. a. daguana Bargmann, 1929 (Colombia)
- D. a. lupita Lamas, 1979 (México)
- D. a. isolda Llorente, 1984 (México)
- D. a. bertha Lamas, 2004 (Perú)
- D. a. mora Lamas, 2004 (Perú)

## Galería

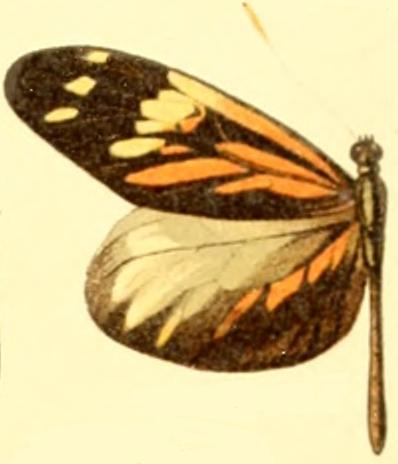
D. a. amphione macho
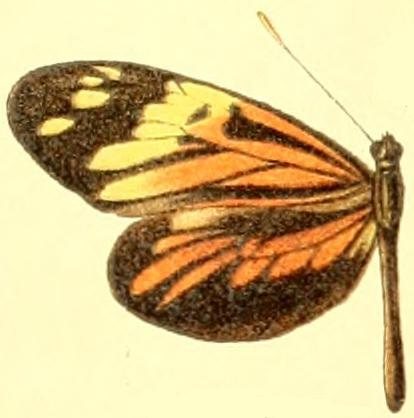
D. a. amphione hembra
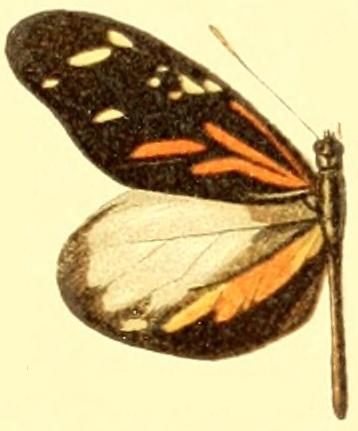
D. a. discrepans macho
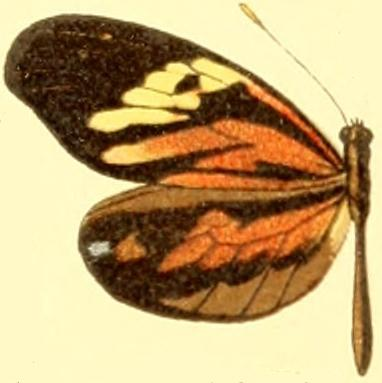
D. a. discrepans hembra
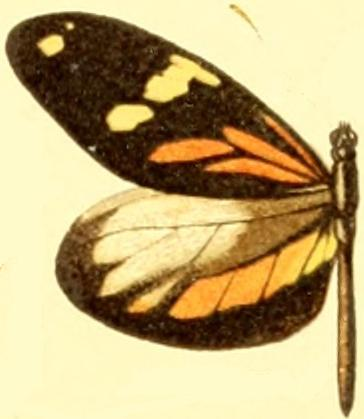
D. a. astynome macho
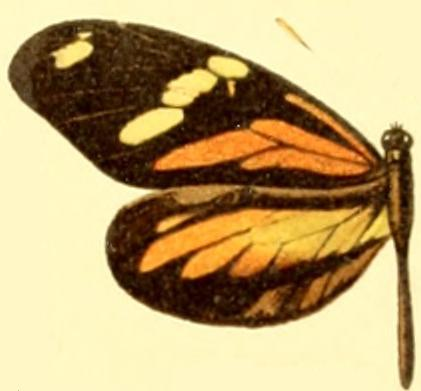
D. a. astynome hembra
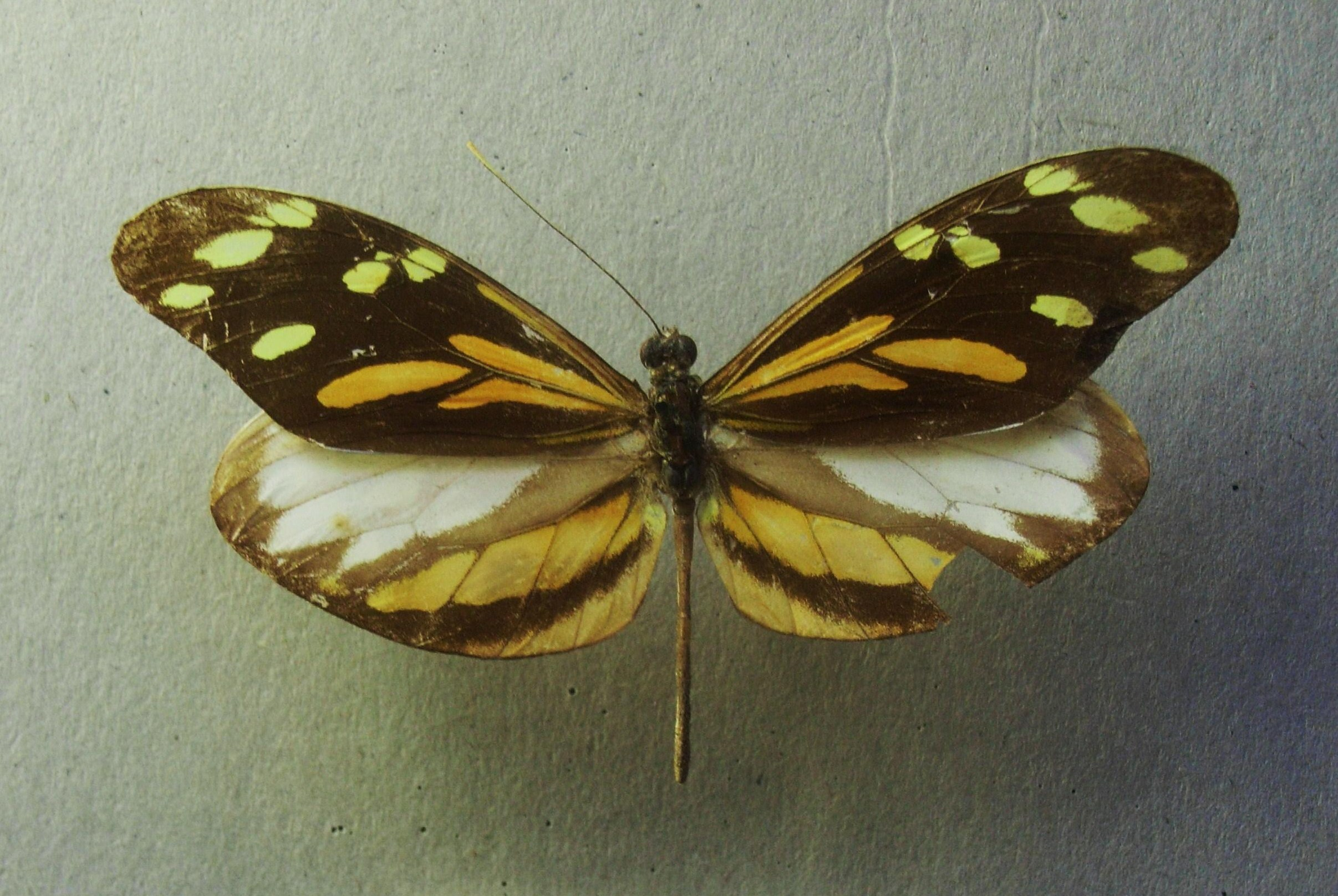
D. a. praxinoe macho
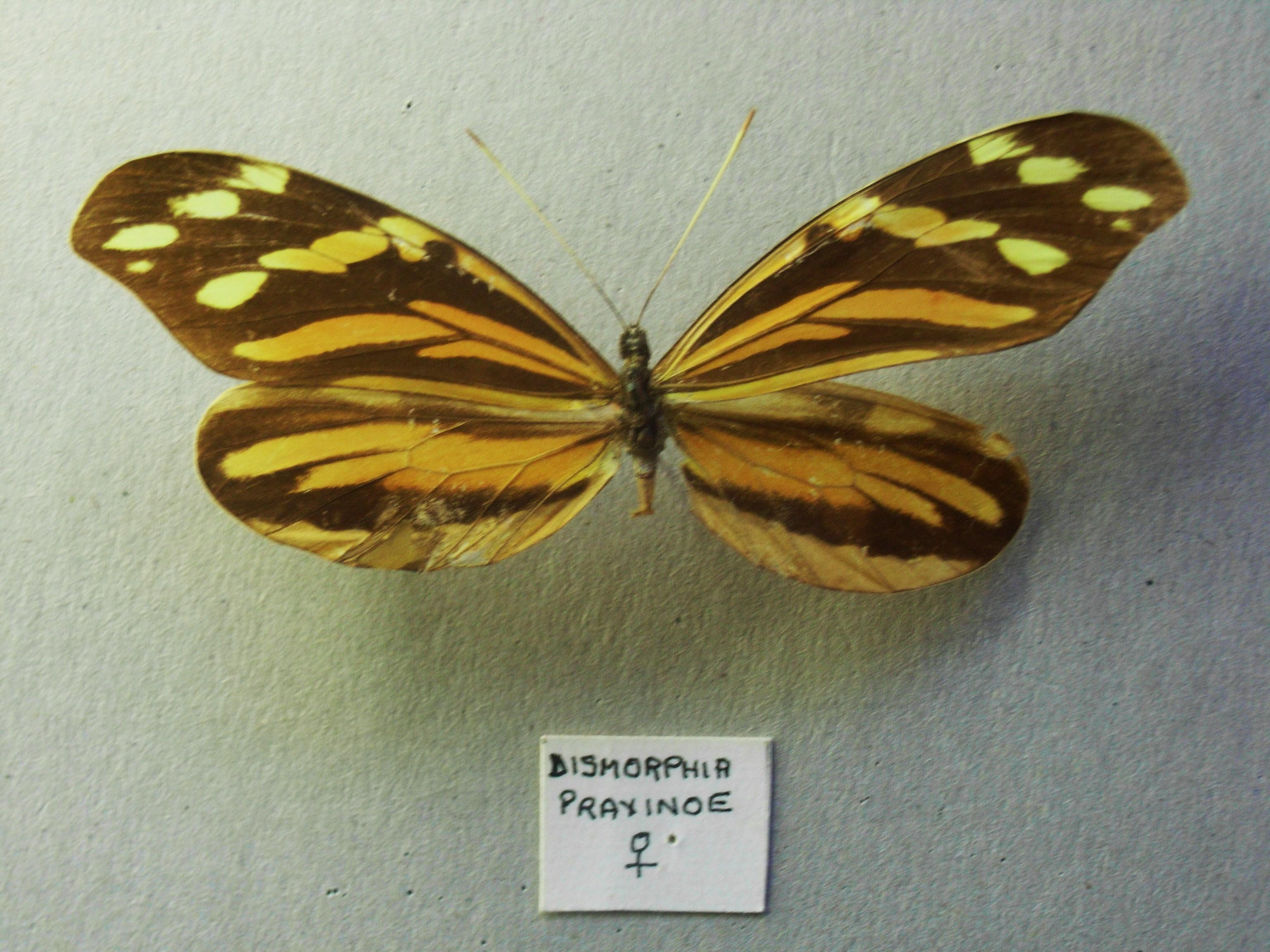
D. a. praxinoe hembra